# 大東副食品商場
大東副食品商場，是位於中華人民共和國遼寧省瀋陽大東區東順城街歷史悠久的副食品市場，也是首批「瀋陽老字號」企業之一。其歷史可以追溯到1829年（清朝道光九年）的「小東門菜行」，至今已有近200年的歷史。該商場是瀋陽重要的民生場所，提供多樣化的副食品，包括蔬菜、肉類、水果、半成品及特色食品等，滿足當地居民的日常需求。隨著瀋陽文旅產業的發展，該商場也成為遊客體驗當地特色飲食文化的地點之一。

## 歷史
大東副食品商場的歷史可以追溯到1829年（道光九年）的「小東門菜行」，該菜行位於當時的盛京城小東門附近，是城內重要的農產品交易場所之一。隨著時間的推移，「小東門菜行」逐漸發展壯大，於1868年（同治七年）擴建為「東關菜行」，成為當時盛京城最大的菜市場，享有「盛京第一行」的美譽。
1933年（民國二十二年、滿洲國大同二年），「東關菜行」遷至大東門附近新建的圈樓內，俗稱「大東菜市場」，成為奉天市重要的副食品供應基地。東關菜行受到日本侵華和經濟不景氣的影響，而當時的市場主要以日本人為買賣對象，隨著滿州國當局強制不准自由買賣，市場逐漸蕭條。到了中華民國重新統治時期，副食品行業因官僚買辦資本對市場的壟斷而更加衰落。
1949年中華人民共和國成立，在計劃經濟時期，由於當時物資短缺，居民購買肉類、食用油等副食品需要憑票購買。1984年，為適應市場經濟發展的需要，副食品流通體制改革，市場逐漸活躍，「大東菜市場」更名為「大東副食品商場」。1992年，市屬國有企業瀋陽副食集團成立，大東副食品商場成為其旗下企業之一。
進入21世紀，隨著中國經濟的發展和人民生活水平提高，大東副食品商場不斷擴大規模，增加商品種類，成為瀋陽市重要的民生保障基地和特色商業街區。

## 商品與特色產品
瀋陽大東副食品商場提供多樣化的副食品，以滿足當地居民的日常需求。商品種類繁多，包括新鮮蔬菜、肉類、水果、海鮮、糧油、調味品等。除了日常所需的副食品外，商場還以其豐富的東北特色產品而聞名。這些特色產品包括溝幫子熏雞、八旗手工香腸、四喜丸子，每日客流量2萬人次，而在節日期間日均客流量可達3萬人次。
這些特色產品體現東三省的飲食文化特色，吸引許多當地居民和遊客前來購買。

## 爆炸案
2025年1月26日，大東副食品商場附近發生爆炸，爆炸威力強大，造成多人受傷。由於中共中央总书记習近平在事發三天前視察了大東副食品商場，中國當局嚴密封鎖事件消息的行徑引發外界猜測。